# 汾陽美樹
汾陽 美樹（かわみなみ みき、8月18日 - ）は、長野放送 (NBS) のアナウンサー。福島県福島市出身。京都明徳高等学校卒業。

## 来歴
2016年4月1日に長野放送に入社。同年の9月から番組終了の2019年9月まで西方沙和子の後任として『PUSH☆』のMCを務める。これが初のレギュラー番組となった。2021年4月2日の『ふるさとライブ』にて第1子妊娠を報告し番組を一時休業。2021年4月3日から2022年5月22日まで産休・育休。2022年10月26日から第2子の産休・育休中。

## 担当番組
- PUSH☆（2016年9月 - 2019年9月28日）
- 土曜はこれダネッ!（2018年4月7日 - 2019年9月28日） - 中継担当
- ふるさとライブ（2019年9月30日 - 2021年4月2日） - MC
- NBSニュース